# Nationaal park Seiland
Nationaal park Seiland (Noors: Seiland nasjonalpark/ Noord-Samisch: Sievju álbmotmeahcci) is een nationaal park in Troms in Noorwegen. Het park werd opgericht in 2003 en is 316,3 vierkante kilometer groot. Het omvat een deel van het eiland Seiland en bestaat uit fjorden (Store Kufjorden en Jøfjorden), bergen, gletsjers en kust. Er bloeit onder andere Papaver radicatum. In het park leeft onder andere de zeearend, giervalk, torenvalk,smelleken, ruigpootbuizerd, otter, haas en de hermelijn.